# Monasterio de San Martín (Cercito)
El monasterio de San Martín Cercito fue un monasterio medieval aragonés situado en el lugar desaparecido de Cercito, hoy despoblado, en el valle de Acumuer y junto a los monasterios de San Pelayo de Gavín, San Pedro de Rava y San Andrés de Fanlo, era uno de los cuatro centros promotores de la vida eclesiástica en Serrablo.

## Área de influencia y localización
El monasterio tuvo importancia en el antiguo reino de Aragón, gobernó todo el valle del Aurín y tenía una área de influencia que se extendía desde el valle de Acumuer hasta el Valle de Ahornes, que comprendía el tramo inferior del rio Aurín hasta su desembocadura en el rio Gállego, incluyendo zonas como la cuenca del rio Tulivana y desde Espuéndolas y Martillué hasta punta Selva (1452m) entre los siglos IX y XV.
Probablemente en el siglo XIII el monasterio se trasladó a la villa de Acumuer, aunque no se sabe bien el pueblo donde se encontraba ya que no se sabe en donde se encuentra el despoblado de Cercito, a pesar de la teoría de que esté al lado opuesto del rio Aurín, frente a un barranco a dos kilómetros de Acumuer que se llama de San Martín. Se sabe que tiene que ser cercano al núcleo de Acumuer, puesto que en 1640 se sabe que hacían una procesión hacia la ermita por el día de San Pedro.
En su archivo documental, que todavía se ha conservado, aparecen pueblos del valle como Larrés, Acumuer, Orzandué o Borrés. También aparece el monasterio en el cartulario de Real Monasterio de San Juan de la Peña debido a una donación que se hace un 5 de julio de entre 860 y 867.

## Historia
En el archivo de San Juan de la Peña se narra su fundación legendaria y esque según cuenta la leyenda, el conde Galindo II Aznárez se encontraba de caza con sus caballeros, cuando persiguiendo a un jabalí, encontraron entre la vegetación una pequeña iglesia con una lápida que decía: "Esta es la casa de Santa Columba y de San Martín y de San Juan y de San Pedro". Al verla el conde decidió construir en el lugar un monasterio para que pudieran vivir monjes que sirvieran a Dios de día y de noche. 
Si bien se sabe que su fundación se da en el 920 por el conde Galindo II Aznárez, quien tras una batalla tomó dos castillos musulmanes que defendían el valle de Acumuer, uno en el término de Santa Cruz al sur de Borrés y el otro en la confluencia del tozal del Muro y del castillo Pellicán. Sin embargo, según José Luis Corral Lafuente, el monasterio se estableció en el siglo X.
Se sabe que en el 1071 se convirtió en priorato y pasó a depender de San Juan de la Peña y fue aquí donde residió el abad Banzo de San Andrés de Fanlo a consecuencia de su enfrentamiento contra el rey Sancho Ramírez por la implantación del rito romano en detrimento del rito mozárabe, ya en el siglo XIII aparecerá denominado como "Priorato de Acumuer" y en el 1499 durante una visita pastoral ya se le denomina como "heremita Sancti Martini".
En el archivo de San Juan de la Peña también aparece documentada la donación del rey Ramiro I de Aragón del monasterio de San Martín al Real Monasterio de San Juan de la Peña, junto con los pueblos de Acumuer, Agurrín y San Vicente de Arrés.